# Tilera Corporation
La Tilera Corporation è stata un'azienda statunitense produttrice di microprocessori per computer e sistemi integrati.
La società è stata fondata dal professore Anant Agarwal del Massachusetts Institute of Technology sulla base dei suoi studi accademici sui sistemi di calcolo parallelo. Il principale prodotto della società è stato il processore TILE64.
Nel luglio 2014 Tilera è stata acquisita da EZchip Semiconductor, azienda attiva nello sviluppo di processori multi-core ad alte prestazioni per reti di calcolo parallelo, per 130 milioni di dollari.